# TVB
Television Broadcasts Limited (電視廣播有限公司, cantonès: din si gwong bo jau haan gung si), comunament conegut sol com TVB, és la primera estació de televisió comercial sense fil a Hong Kong.

## Història
Va començar les operacions el 19 de novembre de 1967. L'empresa fou registrada el 26 de juliol de 1965 i va ser cofundada per Sir Run Run Shaw, qui en fou president del 1980 al 2011, junt amb Sir Douglas Clague i Harold Lee Hsiao-wo de la família Lee Hysan. Inicialment tenia només prop de 200 empleats. però ara aquest grup ha crescut a uns 4.500 arreu del món. La seva gran rival és Asia Television Limited.
TVB és la primera Free to air, organisme de radiodifusió de televisió a Hong Kong. Quan TVB va començà a emetre fou coneguda i promoguda com a "Wireless Television" (無綫電視 Cantonès: mou4 sin3 din6 si6) en xinès per distingir-la de l'altra televisió que emetia per cable, Rediffusion Television (麗的呼聲), que més tard esdevingué ATV. Encara es coneix comunament amb aquest nom, tot i que posteriorment també es va canviar la transmissió a "sense fil" (terrestre).
TVB actualment opera cinc canals lliures a Hong Kong. TVB Jade (cantonès) i TVB Pearl (anglès) són els canals de televisió principals de TVB. Sota la plataforma de televisió digital terrestre, que formalment es va iniciar el 31 de desembre de 2007, emet TVB J2 i iNEWS. Es van posar en marxa nous canals amb definició estàndard, mentre que TVB Jade emet en alta definició.
TVB arriba a les comunitats de tota la Xina. Les seves produccions estan disponibles a la Xina continental, Taiwan, Macau, els Estats Units, Regne Unit, el Canadà, Austràlia, República d'Irlanda, Nova Zelanda, Tailàndia, Malaysia i Singapur, entre d'altres, als canals com TVBS propi i TVB-Europa.
Moltes estrelles del cinema i la música pop de Hong Kong van començar la seva carrera a l'estació a través de sèries de ficció produïdes per TVB. També transmet a nivell mundial esdeveniments especials de TVB com la celebració anual del seu aniversari. TVB també emet talent-shows com el de Miss Hong Kong i Miss Xina Internacional.
En 2005, TVB, en associació amb el Hong Kong Joquei Club, va organitzar la campanya de recaptació de fons més gran en la història de la companyia en resposta al tsunami més gran de la història d'Àsia Oriental. Es van recaptar més de cent milions de dòlars de Hong Kong per a ajudar els afectats.
Des del 31 de març de 2008, TVBS-Europa va llançar el seu paquet "multi-canal" a Europa. Es compon de 5 canals diferents, que inclouen la TVBS-Europa més BVT, TVB Entertainment News, TVB Classic i TVB Lifestyle.
En 2015, TVB fou adquirit per Shaw Organisation.

## Cas de corrupció
L'11 de març de 2010, el director general Stephen Chan Chi Wan i quatre persones més van ser arrestades amb càrrecs de corrupció per la Comissió Independent contra la Corrupció (ICAC). TVB va confirmar que tres dels seus empleats estaven implicats i que els seus deures i el seu treball havien estat suspesos a l'espera del desenvolupament. Stephen Chan Chi Wan va ser acusat de corrupció el setembre de 2010 i TVB es va negar a opinar sobre la situació. Stephen Chan i els altres acusats van ser absolts per un tribunal el setembre de 2011.

## Llista de canals
- TVB Jade: Canal patriarca del grup. Emet una programació generalista en cantonès.
- TVB Pearl: Emet una programació generalista en anglès per als residents britànics en Hong Kong.
- TVB J2: Canal juvenil.
- TVB News: Canal de notícies.
- TVB Finance Channel: Canal de finances.